# ピープルズ・チョイス・アワード
ピープルズ・チョイス・アワード (People's Choice Awards) は、E!が1975年から実施しているテレビ・音楽・映画の賞。
基本的にはティーン・チョイス・アワードより長い歴史を持つこの賞は、インターネットの投票で決定され、1990年代半ばまでは郵送と電話による投票で受賞者が決まっていた。しかし、2007年度（2008年1月開催）は全米脚本家組合（WGA）のストライキを受け、シュライン・オーディトリアムで行なわれる授賞式を取りやめてCBSテレビジョンシティで事前収録することが決まった。

## 各年の授賞式
- 2010年 - 第37回
- 2011年 - 第38回

## 外部サイト
- 公式ウェブサイト